# Labrador (Pangasinan)
Labrador ist eine Stadtgemeinde der Philippinen in der Provinz Pangasinan. Sie liegt am Golf von Lingayen. Im Jahre 2015 wohnten in dem Gebiet 23.201 Menschen. 1575 wurde in dem Baranggay Uyong die erste christliche Kapelle der Provinz gebaut. Die Stadtgemeinde besitzt an der Küste mehrere Strände. Direkt danach befinden sich die ersten Ausläufer der Zambales-Berge und das Gelände steigt teilweise steil an.
Labrador ist in die folgenden zehn Baranggays aufgeteilt:

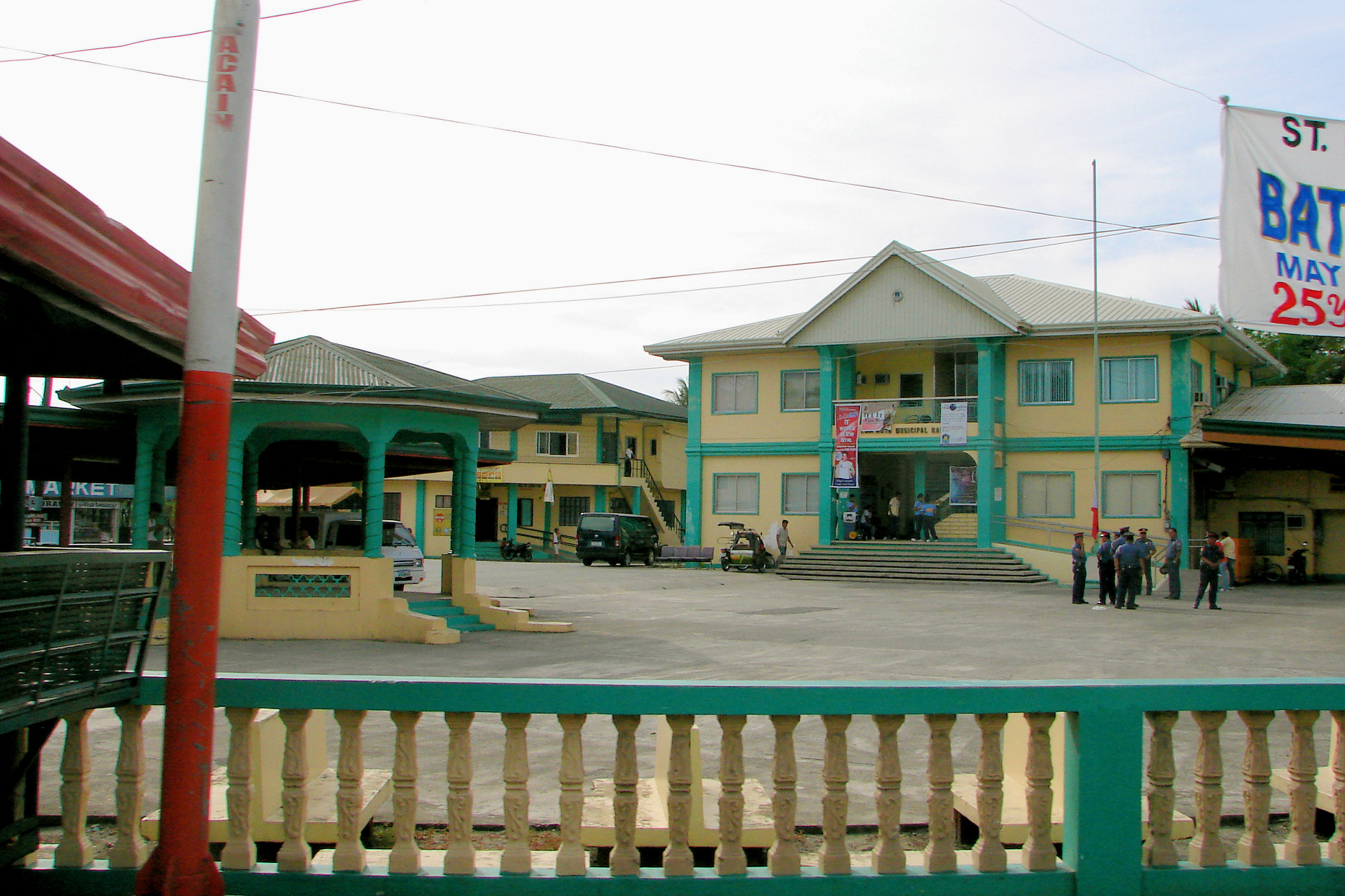
Poblacion und Rathaus

- Bolo
- Bongalon
- Dulig
- Laois
- Magsaysay
- Poblacion
- San Gonzalo
- San Jose
- Tobuan
- Uyong